# Colònia Santa Maria (Ripoll)
La Colònia Santa Maria o la Colònia de Santa Maria, també coneguda com el Roig, és una antiga colònia tèxtil del riu Ter i antic nucli de població de Ripoll. L'església i el Jardí de la colònia són inclosos en l'Inventari del Patrimoni Arquitectònic de Catalunya.

## Descripció
La colònia estava situada a banda i banda de la carretera i del riu, entre la línia del tren i el marge esquerre del Ter, amb un pont d'accés des de la carretera i els habitatges. Diversos edificis, com els d'habitatges, actualment ja enderrocats, i altres edificis de serveis, tenien les portes i les finestres emmarcades amb maons pintats de color vermell. D'aquest fet prové que popularment s'anomenés la colònia com el Roig.
Els habitatges dels obrers, situats al peu de la carretera per la banda oest, estaven formats per tres blocs de tres plantes, i pensats per a 78 famílies. Aquests edificis, que estaven abandonats des dels anys 80 del segle XX i darrerament ja molt deteriorats i en mal estat, foren enderrocats el juliol de 2007 arran de les obres de desdoblament de la C-17 (carretera de Vic a Ripoll). Des dels blocs d'habitatges, els treballadors accedien a la resta d'instal·lacions de la colònia a través d'un pont sobre el Ter. Un altre edifici interessant és la residència, situada a l'altra banda de la carretera, construïda als anys seixanta amb la finalitat de servir d'habitatge i d'escola de les noies vingudes per treballar a la fàbrica des d'altres indrets, amb unes 100 places. Completen el conjunt l'església, construïda el 1923 i refeta el 1943, les oficines i l'habitatge del director.
D'altra banda, la fàbrica, que encara es troba activa i en bon estat de conservació, és un edifici de tres plantes i semisoterrani, de pedra vista.
Es tracta d'una instal·lació formada per dos cossos d'edifici en forma de creu llatina, construïda en diferents períodes. La part més antiga és la capçalera, també feta en etapes, on predominen unes grans obertures amb arc rebaixat i emmarcades amb maó vist i una coberta de teula àrab a dues aigües. La nau de la fàbrica presenta diversos nivells de teulada, la qual és d'uralita. L'antiga fàbrica està construïda amb parets de pedra vista; a l'interior hi trobem columnes de ferro colat a cada planta, formant crugies, i l'última planta està acabada amb una armadura. La fàbrica també és coneguda com a SAPHIL, nom de l'empresa SA Peinaje e Hilatura de Lana.
Antigament, la fàbrica havia fet funcionar dues turbines, però actualment en fa funcionar una, del model Kaplan, amb una potència de 530 kW. La central s'anomena Catalina perquè es va posar en funcionament la diada de Santa Caterina.

## Història
Aquesta colònia es troba documentada des del 1890. El nom de Santa Maria el pren de l'antiga masia veïna. El 1903 la societat Ramon Bach, Germans, constituïda el 3 d'agost de 1899, es va instal·lar a la fàbrica propietat de Bonaventura Grasés. El 1920 l'empresa Sociedad Anónima de Peinaje e Hilatura de Lana (SAPHIL), amb seu a Terrassa, adquireix la fàbrica, la colònia i el salt. El 1924 es va crear la cooperativa obrera. El 1945 hi havia 13.032 fusos de filar. La fàbrica va tancar a finals dels anys vuitanta i va passar després a Fil Genesis, SA, que manté l'activitat. A la façana del cos més antic s'hi pot llegir en lletres vermelles: Fábrica y colonia de Santa María. Als anys quaranta SAPHIL era propietària d'una superfície de 50.012 m2, dels quals 13.068 m2 eren edificats. Entre les dècades dels quaranta i els seixanta del segle xx, l'època de major creixement de la colònia, es va construir l'església i els jardins, obra de Rubió i Tudurí. El 1963 es va construir la residència per a noies treballadores, que provenien des de diversos punts d'Espanya. Pel que fa als habitatges dels obrers, el 1944 es va redactar un projecte que preveia un camp d'esports, un baixador de tren, una farmàcia, entre d'altres, que no es va arribar a realitzar. El juliol de 2007 es van enderrocar els edificis d'habitatges del costat de la carretera a causa del desdoblament de la C-17.